# Primera Hora (informativo)
Primera Hora es un informativo emitido por Canal Extremadura Radio de lunes a viernes de 7h00 a 10h00 de la mañana. Puede sintonizarse también a través de Internet. Según se recoge en esa página es un nuevo concepto de información ágil y dinámica para todos los públicos, que da cabida a noticias de todos los puntos de la región.
Está dividido en varios bloques:
El primero de ellos (de 7h00 a 8h00) está centrado a la información regional, nacional e internacional contada de forma amena, además de un repaso a las portadas del día en los periódicos, el deporte y La otra mirada una sección en la que se repasan las confusiones más divertidas de políticos y famosos. 
En el segundo bloque (de 8h00 a 9h00) se da más importancia a lo que será hoy noticia, tanto en las tres capitales como en el resto de la región. Además, Primera Hora ofrece una revista de radio, nombres propios del día, entrevistas y un recorrido por lo más destacado de la cultura.
En el tercer bloque (de 9h00 a 10h00) se emite El suplemento de Primera Hora, con la entrevista más relevante del día, la tertulia sobre temas políticos, económicos y sociales, y un repaso por la agenda cultural del día en Extremadura. 